# Press F to pay respects

Скриншот оригинальной сцены похорон из игры Call of Duty: Advanced Warfare.

«Press F to pay respects» (с англ. — «Нажмите F, чтобы почтить память») — интернет-мем, возникший в игре Call of Duty: Advanced Warfare, шутере от первого лица 2014 года из франшизы Call of Duty компании Activision. После выхода игры в ноябре 2014 года многие критики и игроки видеоигры высмеяли внутриигровое событие в режиме реального времени за его принудительный элемент интерактивности, который казался неуместным на моменте с похоронной службой. С тех пор он используется интернет-комментаторами для выражения сочувствия или признания в связи с печальными событиями.

## Происхождение
В компьютерной игре Call of Duty: Advanced Warfare подсказка «Press F to Pay Respects» (в русской версии игры: «Нажмите F, чтобы почтить память») появляется на экране во время интерактивной сцены (QTE) в одном из сюжетных эпизодов игры — во время похорон. Игрок управляет одним из персонажей игры, рядовым Джеком Митчеллом; он посещает похороны своего лучшего друга, тоже военного, погибшего во время боевых действий в Южной Корее. Другие присутствующие на похоронах солдаты по очереди приближаются к закрытому гробу и прикасаются рукой к крышке, отдавая дань памяти покойного. В определённый момент сцены похорон интерактивная подсказка приглашает и игрока «почтить память» — если нажать на клавиатуре клавишу F, предназначенную для взаимодействия с интерактивными объектами, герой также приблизится к гробу и подержит руку на крышке. Игрок может и проигнорировать QTE — персонаж просто останется на прежнем месте и не будет подходить к гробу; нельзя «почтить память» больше одного раза. Эта сцена в игре задумана как серьёзная и грустная.

## Распространение
Фраза оторвалась от своего источника, став самостоятельным интернет-мемом, который иногда используется без иронии. Спустя время после выхода игры Advanced Warfare пользователи начали писать только букву «F» в окнах чата на таких сайтах, как Twitch, чтобы выразить соболезнования или чувство скорби при реакции на любые печальные новости в интернете, что привело к тому, что стримеры и другие люди стали называть это фразой «F в чат». Заметным примером «F в чат» был трибьют-стрим по поводу стрельбы в Джексонвилл Лэндинг, где некоторые зрители отреагировали на происходящее, написав в чате одну букву «F».

## Реакция и наследие
Многие критики и игроки высмеяли эту сцену. Механику часто критиковали и высмеивали за произвольность и ненужность, а также за несоответствие траурному тону похорон, который игра должна была передать. В 2014 году в знаменитом шоу Late Night Конан О’Брайен сделал обзор на Advanced Warfare в своём эпизоде о невежественных геймерах и раскритиковал большую часть геймплея Advanced Warfare, особенно сцену «Press F to Pay Respect». Кэтрин Кросс в статье для журнала Paste рассматривала сцену как «ленивую» попытку разработчиков подменить искреннее эмоциональное вовлечение иллюзией интерактивности; по мнению Кросс, «Удерживайте F, чтобы почтить память» была сама по себе чрезвычайно смешной и сразу готовой к превращению в интернет-мем, но одновременно заставляла задаваться серьёзными вопросами о QTE и их роли в играх.
Оглядываясь назад, Морган Парк из PC Gamer назвал мем величайшим наследием Call of Duty. Витор Браз из GameRevolution назвал его одним из самых популярных мемов о видеоиграх всех времён. Сесилия Д’Анастасио из Kotaku назвала мем культовым, и далее заявила, что это не потому, что он «уникально глуп», а потому, что «баланс между „грустным“ и „легкомысленным“ настолько уморительно однобокий». Кай Шинкл из Screen Rant описал это как мем о видеоиграх, который никогда не устареет, и заявил, что среди геймеров распространёны случаи, когда «F» появляется в неудачных новостях или обстоятельствах.